# Takifugu stictonotus
Takifugu stictonotus är en fiskart som först beskrevs av Temminck och Hermann Schlegel 1850.  Takifugu stictonotus ingår i släktet Takifugu och familjen blåsfiskar. Inga underarter finns listade i Catalogue of Life.